# Férfi kajak négyes 1000 méter az 1992. évi nyári olimpiai játékokon
Az 1992. évi nyári olimpiai játékokon a kajak-kenu férfi kajak négyes 1000 méteres versenyszámát augusztus 4. és 8. között rendezték Castelldefels-ben.

## Versenynaptár
| Dátum                         | Forduló  |
| ----------------------------- | -------- |
| 1992. augusztus 4., kedd      | Előfutam |
| 1992. augusztus 6., csütörtök | Elődöntő |
| 1992. augusztus 8., szombat   | Döntő    |

## Eredmények
Az időeredmények másodpercben értendők. A rövidítések jelentése a következő:
- Q: továbbjutás helyezés alapján
- q: továbbjutás időeredmény alapján
- DNS: nem állt rajthoz

### Előfutamok
Az előfutamokból az összes egység az elődöntőbe került.
| Helyezés | Név | Nemzet                        | Idő      | Mj       |
| 1. futam | 1. futam | 1. futam                      | 1. futam | 1. futam |
| -------- | --- | ----------------------------- | -------- | -------- |
| 1.       | Csipes Ferenc Gyulay Zsolt Fidel László Ábrahám Attila                                                               | Magyarország (HUN)            | 2:54,08  |          |
| 2.       | Maciej Freimut Wojciech Kurpiewski Grzegorz Kaleta Grzegorz Krawców                                                  | Lengyelország (POL)           | 2:55,28  |          |
| 3.       | Jozef Turza Juraj Kadnár Róbert Erban Attila Szabó                                                                   | Csehszlovákia (TCH)           | 2:56,02  |          |
| 4.       | Pablo Grate Jonas Fager Anders Ohlsén Hans Olsson                                                                    | Svédország (SWE)              | 2:56,22  |          |
| 5.       | Belmiro Penetra António Brinco Rui Fernandes António Monteiro                                                        | Portugália (POR)              | 3:02,38  |          |
| 6.       | Juan Labrin Cristian Maino José Luis Marello Fernando Chaparro                                                       | Argentína (ARG)               | 3:09,28  |          |
| 7.       | I Jongcshol (Lee Yong-Cheol) Pak Pjonghun (Park Byeong-Hun) Kang Gidzsin (Gang Gi-Jin) Csu Dzsonggvan (Ju Jong-Gwan) | Dél-Korea (KOR)               | 3:12,51  |          |
| 2. futam | |                               |          |          |
| 1.       | Kelvin Graham Ian Rowling Steve Wood Ramon Andersson                                                                 | Ausztrália (AUS)              | 2:57,06  |          |
| 2.       | Vladimir Bobreshov Oleg Gorobij Vyacheslav Kutuzin Szergej Kirszanov                                                 | Egyesített Csapat (EUN)       | 2:57,67  |          |
| 3.       | Gregorio Vicente Alberto Sánchez Miguel García Francisco Cabezas                                                     | Spanyolország (ESP)           | 2:58,87  |          |
| 4.       | Matteo Bruscoli Enrico Lupetti Paolo Tommasini Iduino Santoni                                                        | Olaszország (ITA)             | 2:59,15  |          |
| 5.       | Pierre Lubac Jean-François Briand Sébastien Mayer Patrick Lancereau                                                  | Franciaország (FRA)           | 3:02,60  |          |
| 6.       | Richard Boyle Finn O'Connor Stephen Richards Mark Scheib                                                             | Új-Zéland (NZL)               | 3:03,58  |          |
| 3. futam | |                               |          |          |
| 1.       | Mario von Appen Oliver Kegel Thomas Reineck André Wohllebe                                                           | Németország (GER)             | 2:52,17  |          |
| 2.       | Daniel Stoian Sorin Petcu Magyar Géza Romică Şerban                                                                  | Románia (ROU)                 | 2:54,34  |          |
| 3.       | Milko Kazanov Petar Godev Nikolaj Jordanov Nikolaj Georgiev                                                          | Bulgária (BUL)                | 2:57,30  |          |
| 4.       | Chris Barlow Mark Hamilton Mike Herbert Terry Kent                                                                   | Egyesült Államok (USA)        | 2:58,87  |          |
| 5.       | Mark Perrow Herman Kotze Bennie Reynders Oscar Chalupsky                                                             | Dél-afrikai Köztársaság (RSA) | 3:06,36  |          |

### Elődöntő
Az elődöntő futamaiból az első négy helyezett, valamint a legjobb időt elérő ötödik helyezett jutott a döntőbe.
| Helyezés | Név | Nemzet                        | Idő      | Mj       |
| 1. futam | 1. futam | 1. futam                      | 1. futam | 1. futam |
| -------- | --- | ----------------------------- | -------- | -------- |
| 1.       | Mario von Appen Oliver Kegel Thomas Reineck André Wohllebe                                                           | Németország (GER)             | 2:54,80  | Q        |
| 2.       | Csipes Ferenc Gyulay Zsolt Fidel László Ábrahám Attila                                                               | Magyarország (HUN)            | 2:55,39  | Q        |
| 3.       | Chris Barlow Mark Hamilton Mike Herbert Terry Kent                                                                   | Egyesült Államok (USA)        | 2:56,57  | Q        |
| 4.       | Jozef Turza Juraj Kadnár Róbert Erban Attila Szabó                                                                   | Csehszlovákia (TCH)           | 2:56,62  | Q        |
| 5.       | Milko Kazanov Petar Godev Nikolaj Jordanov Nikolaj Georgiev                                                          | Bulgária (BUL)                | 2:57,42  | q        |
| 6.       | Pierre Lubac Jean-François Briand Sébastien Mayer Patrick Lancereau                                                  | Franciaország (FRA)           | 2:58,98  |          |
| 7.       | Vladimir Bobreshov Oleg Gorobij Vyacheslav Kutuzin Szergej Kirszanov                                                 | Egyesített Csapat (EUN)       | 2:59,35  |          |
| 8.       | Richard Boyle Finn O'Connor Stephen Richards Mark Scheib                                                             | Új-Zéland (NZL)               | 3:00,66  |          |
| 9.       | Juan Labrin Cristian Maino José Luis Marello Fernando Chaparro                                                       | Argentína (ARG)               | 3:11,44  |          |
| 2. futam | |                               |          |          |
| 1.       | Daniel Stoian Sorin Petcu Magyar Géza Romică Şerban                                                                  | Románia (ROU)                 | 2:56,80  | Q        |
| 2.       | Pablo Grate Jonas Fager Anders Ohlsén Hans Olsson                                                                    | Svédország (SWE)              | 2:58,27  | Q        |
| 3.       | Kelvin Graham Ian Rowling Steve Wood Ramon Andersson                                                                 | Ausztrália (AUS)              | 2:58,83  | Q        |
| 4.       | Maciej Freimut Wojciech Kurpiewski Grzegorz Kaleta Grzegorz Krawców                                                  | Lengyelország (POL)           | 2:59,20  | Q        |
| 5.       | Gregorio Vicente Alberto Sánchez Miguel García Francisco Cabezas                                                     | Spanyolország (ESP)           | 3:00,17  |          |
| 6.       | Matteo Bruscoli Enrico Lupetti Paolo Tommasini Iduino Santoni                                                        | Olaszország (ITA)             | 3:00,48  |          |
| 7.       | Belmiro Penetra António Brinco Rui Fernandes António Monteiro                                                        | Portugália (POR)              | 3:00,90  |          |
| 8.       | Mark Perrow Herman Kotze Bennie Reynders Oscar Chalupsky                                                             | Dél-afrikai Köztársaság (RSA) | 3:10,82  |          |
|          | I Jongcshol (Lee Yong-Cheol) Pak Pjonghun (Park Byeong-Hun) Kang Gidzsin (Gang Gi-Jin) Csu Dzsonggvan (Ju Jong-Gwan) | Dél-Korea (KOR)               | DNS      |          |

### Döntő
| Helyezés | Név                                                                 | Nemzet                 | Idő     | Mj |
| -------- | ------------------------------------------------------------------- | ---------------------- | ------- | -- |
| Arany    | Mario von Appen Oliver Kegel Thomas Reineck André Wohllebe          | Németország (GER)      | 2:54,18 |    |
| Ezüst    | Csipes Ferenc Gyulay Zsolt Fidel László Ábrahám Attila              | Magyarország (HUN)     | 2:54,82 |    |
| Bronz    | Kelvin Graham Ian Rowling Steve Wood Ramon Andersson                | Ausztrália (AUS)       | 2:56,97 |    |
| 4.       | Jozef Turza Juraj Kadnár Róbert Erban Attila Szabó                  | Csehszlovákia (TCH)    | 2:57,06 |    |
| 5.       | Daniel Stoian Sorin Petcu Magyar Géza Romică Şerban                 | Románia (ROU)          | 3:00,11 |    |
| 6.       | Maciej Freimut Wojciech Kurpiewski Grzegorz Kaleta Grzegorz Krawców | Lengyelország (POL)    | 3:01,43 |    |
| 7.       | Pablo Grate Jonas Fager Anders Ohlsén Hans Olsson                   | Svédország (SWE)       | 3:01,46 |    |
| 8.       | Milko Kazanov Petar Godev Nikolaj Jordanov Nikolaj Georgiev         | Bulgária (BUL)         | 3:02,08 |    |
| 9.       | Chris Barlow Mark Hamilton Mike Herbert Terry Kent                  | Egyesült Államok (USA) | 3:04,30 |    |